# 阿朗库
阿朗库（法語：Arancou，法語發音：[aʁɑ̃ku]）是法国大西洋比利牛斯省的一个市镇，属于巴约讷区。

## 历史
1972年，阿朗库与市镇贝尔古埃（Bergouey）和比杜兹河畔维耶勒纳沃（Viellenave-sur-Bidouze）合并为贝尔古埃-阿朗库-维耶勒纳沃（Bergouey-Arancou-Viellenave）。1977年，阿朗库脱离该市镇并恢复为独立市镇，该市镇更名为贝尔古埃-维耶勒纳沃（Bergouey-Viellenave）。

## 地理
阿朗库（43°26'37"N, 1°3'3"W）面积5.3 平方千米，位于法国新阿基坦大区大西洋比利牛斯省，该省份为法国东南部省份，涵盖了贝阿恩与北巴斯克，西临大西洋比斯開灣，北至朗德省，东北接热尔省，东临上比利牛斯省，南与西班牙接壤。
与阿朗库接壤的市镇（或旧市镇、城区）包括：阿罗特-沙里特、贝尔古埃-维耶勒纳沃、卡姆、拉巴斯蒂德自由城。
阿朗库的时区为UTC+01:00、UTC+02:00（夏令时）。

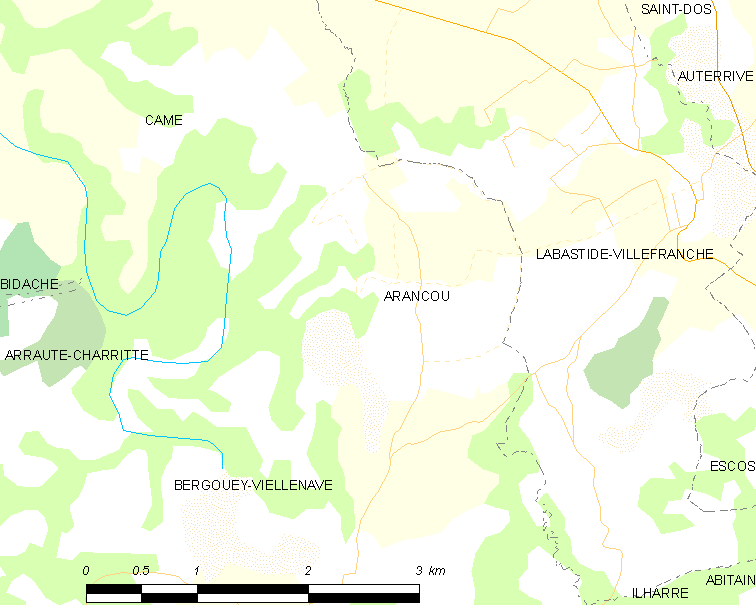
阿朗库的OSM定位图

## 行政
阿朗库的邮政编码为64270，INSEE市镇编码为64031。

## 政治
阿朗库所属的省级选区为比达什地区-阿米库塞-奥斯蒂巴尔县。

## 人口

1962-2008年间阿朗库人口变化图示

阿朗库于2022年1月1日时的人口数量为183人。